# Prionop ventre-rogenc
El prionop ventre-rogenc (Prionops rufiventris) és un ocell de la família dels vàngids (Vangidae).

## Hàbitat i distribució
Habita els boscos de l'Àfrica central, al sud del Camerun i sud de la República Centreafricana, Guinea Equatorial, el Gabon, República del Congo, Cabinda, nord, nord-est, sud-oest, sud i est de la República Democràtica del Congo i oest d'Uganda.